# 24 mai dans les chemins de fer
24 avril 24 juin
Chronologies thématiques
- Croisades
- Sports
- Disney

Cette page concerne les événements qui se sont déroulés un 24 mai dans les chemins de fer.

## Événements

### XXesiècle
- 1991 France : une grève des cheminots CGT, FGAAC et CFDT réduit le trafic ferroviaire à 20 %[1]

### XXIesiècle
- 2006 France : une grève des contrôleurs a provoqué, selon la SNCF, des perturbations limitées pour les TER PACA, Languedoc-Roussillon et Bretagne, fortes pour le TER Midi-Pyrénées, inexistantes pour le reste du réseau.